# 호세 산필리포
호세 프란시스코 산필리포(스페인어: José Francisco Sanfilippo, 1935년 5월 4일 ~ )는 부에노스아이레스 출신의 전 아르헨티나 축구 선수이다. 그는 CA 산로렌소에서 10여년간 보낸 후 아르헨티나 내의 다른 클럽이나 다른 남미 국가 클럽에서도 뛰었다. 산필리포는 아르헨티나 축구 국가대표팀으로 29경기 21골을 기록했으며, 1958년 FIFA 월드컵과 1962년 FIFA 월드컵에도 출전했다. 그는 1962년 월드컵 잉글랜드전에서 1골을 기록했는데 그것이 그의 유일한 월드컵 골 기록이다.